# Campeonato Sul-Americano de Corta-Mato de 1988
O 3º Campeonato Sul-Americano de Corta-Mato de 1988 foi realizado em Tandil, na Argentina, em 22 de fevereiro de 1988. Participaram da competição 23 atletas de três nacionalidades. Na categoria sênior masculino Antonio Silio da Argentina levou o ouro, e na categoria sênior feminino Stella Maris Selles da Argentina levou o ouro. 

## Medalhistas
Esses foram os campeões da competição. 
| Evento                   | Ouro                               | Ouro  | Prata                            | Prata | Bronze                      | Bronze |
| ------------------------ | ---------------------------------- | ----- | -------------------------------- | ----- | --------------------------- | ------ |
| Masculino sênior (12 km) | Antonio Silio · Argentina          | 33:30 | José Calquín · Argentina         | 33:58 | Aldo Pérez · Argentina      | 34:20  |
| Masculino júnior (8 km)  | Fernando González · Argentina      | 20:40 | José Chacón · Argentina          | 20:43 | Leonardo Malgor · Argentina | 20:54  |
| Feminino sênior (8 km)   | Stella Maris Selles · Argentina    | 22:49 | Griselda González · Argentina    | 23:31 | Norma Fernández · Argentina | 24:04  |
| Feminino júnior (6 km)   | María Valeria Martínez · Argentina | 15:45 | María Inés Rodríguez · Argentina | 16:05 | Silvia Buroni · Argentina   | 16:38  |

## Resultados da corrida

### Masculino sênior (12 km)
| Posição           | Atleta           | Nacionalidade | Tempo |
| ----------------- | ---------------- | ------------- | ----- |
| Medalha de ouro   | Antonio Silio    | Argentina     | 33:30 |
| Medalha de prata  | José Calquín     | Argentina     | 33:58 |
| Medalha de bronze | Aldo Pérez       | Argentina     | 34:20 |
| 4                 | Eladio Fernández | Paraguai      | 34:41 |
| 5                 | Julio Suárez     | Uruguai       | 35:09 |

### Masculino júnior (8 km)
| Posição           | Atleta            | Nacionalidade | Tempo |
| ----------------- | ----------------- | ------------- | ----- |
| Medalha de ouro   | Fernando González | Argentina     | 20:40 |
| Medalha de prata  | José Chacó        | Argentina     | 20:43 |
| Medalha de bronze | Leonardo Malgor   | Argentina     | 20:54 |
| 4                 | Walter Buzo       | Uruguai       | 21:39 |
| 5                 | Osvaldo Ramírez   | Paraguai      | 21:53 |
| 6                 | Larry Rivero      | Uruguai       | 22:56 |
| 7                 | Gabriel Gadea     | Uruguai       | 22:57 |

### Feminino sênior (8 km)
| Posição           | Atleta              | Nacionalidade | Tempo |
| ----------------- | ------------------- | ------------- | ----- |
| Medalha de ouro   | Stella Maris Selles | Argentina     | 22:49 |
| Medalha de prata  | Griselda González   | Argentina     | 23:31 |
| Medalha de bronze | Norma Fernández     | Argentina     | 24:04 |
| 4                 | Paola Patrón        | Uruguai       | 25:05 |
| 5                 | Adriana Algañaraz   | Uruguai       | 26:38 |

### Feminino júnior (6 km)
| Posição           | Atleta                 | Nacionalidade | Tempo |
| ----------------- | ---------------------- | ------------- | ----- |
| Medalha de ouro   | María Valeria Martínez | Argentina     | 15:45 |
| Medalha de prata  | María Inés Rodríguez   | Argentina     | 16:05 |
| Medalha de bronze | Silvia Buroni          | Argentina     | 16:38 |
| 4                 | Serrana Hernández      | Uruguai       | 17:23 |
| 5                 | María Martínez         | Paraguai      | 18:09 |
| 6                 | Emilce Jiménez         | Paraguai      | 19:08 |

## Quadro de medalhas
| Ordem | País      | Medalha de ouro | Medalha de prata | Medalha de bronze | Total |
| ----- | --------- | --------------- | ---------------- | ----------------- | ----- |
| 1     | Argentina | 4               | 4                | 4                 | 12    |
|       | TOTAL     | 4               | 4                | 4                 | 12    |

## Participação
De acordo com uma contagem não oficial, participaram 23 atletas de 3 países.
| - Argentina (12) | - Paraguai (4) | - Uruguai (7) |